# Nicolas-François Gillet
Nicolas-François Gillet (Metz, 31 marzo 1712 – Poissy, 7 febbraio 1791) è stato uno scultore francese.
Lavorò prevalentemente all'estero, soprattutto in Russia, dove risiedette a lungo e realizzò le opere che lo resero insigne.

## Biografia

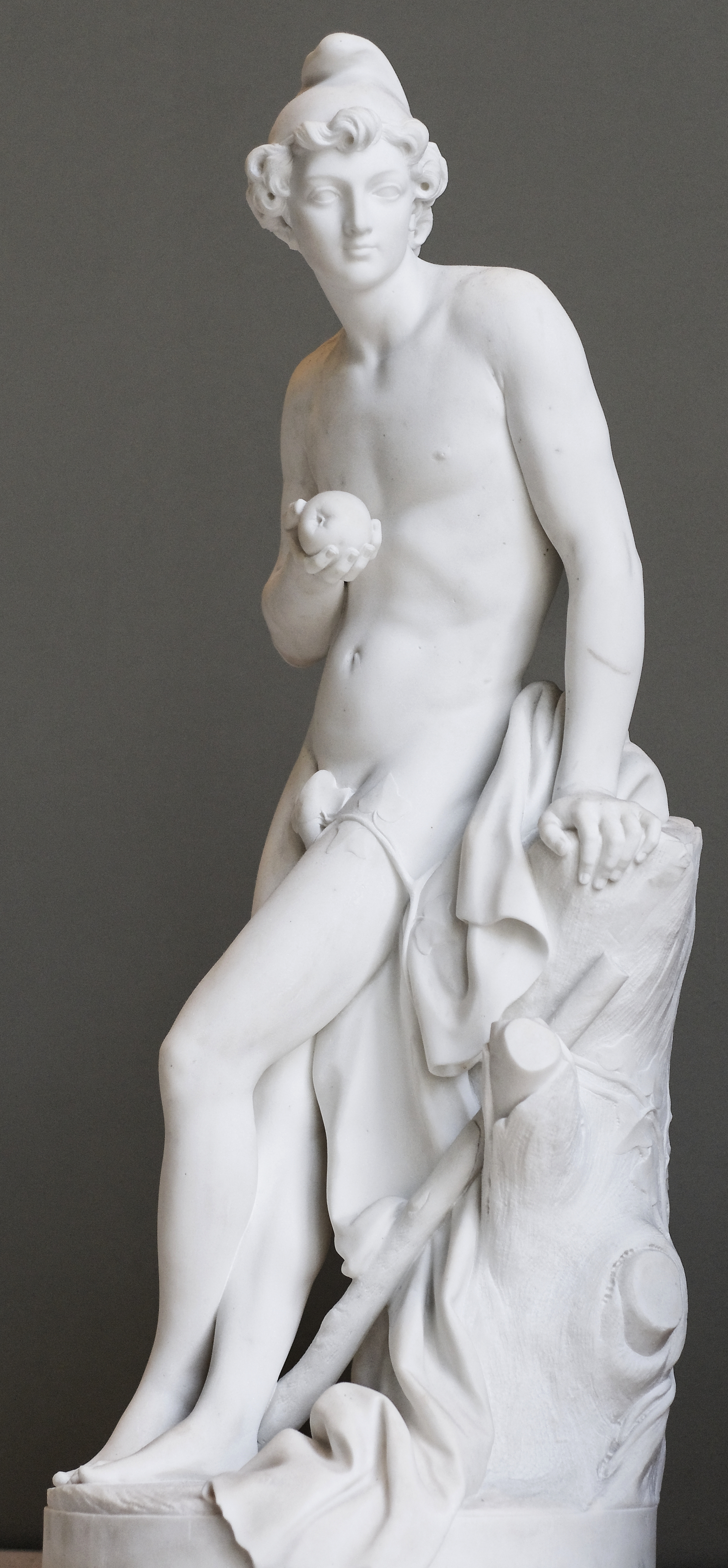
Il pastore parigino, 1757, Museo del Louvre

Figlio dello scultore François Gillet e di Catherine Michelet, il giovane Nicolas-François venne ammesso alla Académie royale de peinture et de sculpture diretta da Lambert-Sigisbert Adam.
La sua formazione artistica si svolse, per lo più, a Parigi, in ambienti influenzati da una cultura classicistica, sia per lo stile sia per i temi.
Dopo aver vinto una borsa di studio, si trasferì a Roma, dove soggiornò dal 1746 al 1752.
Rientrò nel 1753 a Parigi, ma dopo pochi anni, nel 1758 partì per la Russia, su invito del conte Ivan Ivanovič Šuvalov.
Gillet diffuse in Russia, alla corte di Caterina II di Russia, la sua preparazione classicista grazie anche al ruolo, da lui ricoperto, di professore di scultura e di direttore dell'Accademia russa di belle arti di San Pietroburgo, in un ambito in cui già predominava il gusto francese per volontà ed iniziativa di Pietro il Grande.
Gillet, grazie ai suoi insegnamenti e alle sue opere, assunse un ruolo primario nella educazione e nello sviluppo della scultura russa.
Le sue migliori qualità le manifestò nei ritratti, caratterizzati dalla descrizione, non solo della rigorosità e della consistenza della casta dei nobili, ma anche da una profonda umanità e da una viva naturalità; Gillet raggiunse spesso ad una autentica partecipazione con il personaggio raffigurato.
Tra le opere che si possono citare c'è il busto in bronzo del granduca Paul Petrovic (Palazzo d'Inverno di San Pietroburgo) , dove risaltarono, dietro un'apparenza commemorativa, sia un umorismo naturalistico sia una sincera attribuzione di identità.
Nel busto di Caterina II (Ermitage San Pietroburgo), il portamento fiero e regale si miscelò con una notevole intensità espressiva.
In altri lavori ufficiali, come nella Morte di Didone (Museo del Louvre), Paride che offre il pomo a Venere (Museo del Louvre), Ercole morente (Museo di San Pietroburgo), Gillet si dimostrò talvolta distaccato e tradizionalista, non riuscendo sempre ad affrancare e compensare nelle forme il proposito storico e mitologico del soggetto.